# La Rencontre imprévue (film)
Pour les articles homonymes, voir La Rencontre imprévue.
La Rencontre imprévue est un court métrage muet réalisé par Georges Monca en 1905 et mettant en scène Max Linder.

## Synopsis
Un père et son fils travaillent ensemble dans leur cabinet, mais tous deux sont ennuyés car ils ont un rendez-vous amoureux. Le fils réussit à filer et rejoint sa maîtresse. Il se couche dans le lit. La bonne annonce à la jeune femme l'arrivée de son autre amant. La jeune panique et fuit. Le père entre et se glisse à son tour dans le lit.

## Fiche technique
Source IMDb
- Titre : La Rencontre imprévue
- Titre anglais : Unforeseen Meeting
- Réalisation : Georges Monca
- Scénario : Armand Massard
- Société de production : Pathé Frères
- Format :  noir et blanc - 35 mm - 1,33:1 - son muet - procédé cinématographique : sphérique
- Métrage : 85 mètres
- Genre : court métrage comique
- Dates de sortie :
  - France : août 1905
  - États-Unis : avril 1906

## Distribution
- Max Linder[1]